# Amos-Comenius-Gymnasium Bonn
Das Amos-Comenius-Gymnasium ist ein privates evangelisches Gymnasium in Bonn. Träger ist die Evangelische Kirche im Rheinland. Der Namenspatron ist Johann Amos Comenius.

## Pädagogische Arbeit
Die Lehrer haben dieselbe Ausbildung wie Lehrkräfte an öffentlichen Gymnasien. Es gelten auch dieselben Voraussetzungen für die Aufnahme von Schülern und dieselben Leistungsanforderungen. Zeugnisse und Schulabschlüsse sind denen der öffentlichen Schulen gleichgestellt. Allerdings wurden die seit 2007/2008 obligatorischen Kopfnoten für die Schüler zunächst ausgesetzt, sie mussten jedoch 2009 wieder eingeführt werden.
Die Sprachenfolge ist:
- 5. Jahrgangsstufe: Englisch
- 7. Jahrgangsstufe: Französisch oder Latein
- 9. Jahrgangsstufe: Spanisch im Differenzierungsangebot
- Jahrgang 11: Spanisch im Wahlangebot

In der Oberstufe können – zum Teil in Kooperation mit dem Konrad-Adenauer-Gymnasium – meist für die Fächer Deutsch, Englisch, Französisch, Kunst, Musik (schulübergreifend für ganz Bonn), Geschichte, Erdkunde, Mathematik, Biologie, Chemie, Physik und Evangelische Religionslehre Leistungskurse angeboten werden.
Der Lehrplan sieht für alle Schüler der Jahrgangsstufe 10 ein vierwöchiges Sozialpraktikum vor. Ein Psychologischer Berater, der zum Kollegium gehört, sowie weitere Mitglieder eines Beratungsteams bieten psychologische Diagnostik und Beratung an. Schüler mit Lese-Rechtschreibschwierigkeiten können durch eine Fachkraft in einem Kurs der Schule gefördert werden. Die Schule hat das Recht auf freie Lehrer- und Schülerwahl. Die Kirche bietet den Lehrern ihrer Schulen eine berufsbegleitende Fortbildung an, die sie für die erzieherischen Aufgaben besonders qualifizieren soll.
Die Schule untersteht der staatlichen Schulaufsicht, sie hat Freiräume zur Verwirklichung eigener erzieherischer und unterrichtlicher Vorstellungen.

## Finanzierung
Ein Schulgeld wird nicht erhoben. Die Finanzierung der Schule erfolgt zu über 90 % durch das Land Nordrhein-Westfalen.

## Bekannte ehemalige Schüler
- Theresa Bäuerlein (* 1980), Autorin und Journalistin[2]
- Jan Felix Gaertner (* 1976), Klassischer Philologe[3]
- Alexander Gallas (* 1976), Politikwissenschaftler[2]
- Inke Hummel (* 1977), Kinderbuch- und Ratgeberautorin[2]
- André Krengel, Gitarrist[4]
- Isabelle Lehn (* 1979), Schriftstellerin und Philologin[2]
- Thomas Ogilvie (* 1976), Vorstandsmitglied (Personal) der Deutschen Post AG[2]
- Anny Ogrezeanu (* 2001), gewann 2022 die zwölfte Staffel der Gesangs-Castingshow The Voice of Germany
- Jürgen Roth (* 1968), Schriftsteller[5]
- Angelika Volle (* 1949), Politikwissenschaftlerin und Publizistin[6]
- Matthias Zachert (* 1967), Vorstandsvorsitzender der Lanxess AG[7]